# Eleição presidencial da Nigéria em 2007
A eleição presidencial nigeriana de 2007 ocorreu em 21 de abril. Confirmando os prognósticos, Umaru Yar'Adua, candidato do governista Partido Democrático do Povo (PDP) sagrou-se vencedor por ampla margem de votos e tomou posse em 29 de maio. 
Observadores da União Europeia descreveram as eleições nigerianas como "as piores que já viram em qualquer lugar do mundo", com "manipulação de votos desenfreada, violência, roubo de urnas e intimidação".

## Antecedentes
Em 16 de maio de 2006, o Senado da Nigéria votou derrubou uma proposta de emenda constitucional que permitiria que o presidente do país à época, Olusegun Obasanjo, pudesse concorrer a um terceiro mandato consecutivo. As candidaturas oficiais foram anunciadas no final de dezembro e 50 000 fuzis de assalto foram encomendados pelas Forças Armadas nigerianas para ajudar os militares a manter a ordem pública durante a eleição.
Umaru Yar'Adua foi escolhido em primárias internas como o candidato oficial do PDP, enquanto que o oposicionista Partido de Todos os Povos da Nigéria (ANPP) lançou oficialmente a candidatura de Muhammadu Buhari. Atiku Abubakar, vice-presidente do país à época, chegou a anunciar em 25 de novembro de 2006 que disputaria a eleição e, posteriormente, oficializou sua candidatura pelo Congresso Ação da Nigéria (ACN), partido independente.

## Controvérsias

### Candidatura de Atiku Abubakar
A Comissão Nacional Eleitoral Independente (INEC) declarou Abubakar inelegível devido a acusações de fraude. Abubakar tentou entrar na cédula por meio de desafio judicial  e um Tribunal Superior do país acatou seu recurso ao julgar que a INEC não detinha a prerrogativa de caçr candidaturas, porém o órgão recorreu da decisão e afirmou que a Constituição nigeriana impedia candidatos a cargos eletivos de concorrerem caso fossem indiciados. Em um caso que chegou à Suprema Corte da Nigéria, o tribunal confirmou a decisão do Tribunal Superior e decidiu que a INEC não detém poderes constitucionais para caçar quaisquer candidatos à eleição, o que permitiu Abubakar de inscrever seu nome na cédula eleitoral.

### Ataques de radicais islâmicos
Militares das Forças Armadas da Nigéria mataram pelo menos 25 pessoas em 18 de abril, enquanto lutavam contra extremistas islâmicos que atacaram uma delegacia de polícia em Kano, dias antes da eleição. Pouco antes do início da votação em 21 de abril, uma suposta tentativa de homicídio contra Goodluck Jonathan, na época govenador do estado de Bayelsa e companheiro de chapa do candidato governista Umaru Yar'Adua, foi frustrada a tempo. Por fim, uma tentativa de destruir a sede do INEC em Abuja via explosão de um caminhão-bomba foi debelada a tempo pela polícia da capital.

## Resultados eleitorais
| Candidatos                                             | Partidos                                               | Votos válidos | %     |
| ------------------------------------------------------ | ------------------------------------------------------ | ------------- | ----- |
| Umaru Yar'Adua                                         | Partido Democrático do Povo                            | 24 638 063    | 69.60 |
| Muhammadu Buhari                                       | Partido de Todos os Povos da Nigéria                   | 6 605 299     | 18.66 |
| Atiku Abubakar                                         | Congresso Ação da Nigéria                              | 2 637 848     | 7.45  |
| Orji Uzor Kalu                                         | Aliança Popular Progressista                           | 608 803       | 1.73  |
| Attahiru Bafarawa                                      | Partido Popular Democrático                            | 289 324       | 0.82  |
| Chukwuemeka Odimegwu Ojukwu                            | Aliança pela Democracia                                | 155 947       | 0.44  |
| Demais candidatos                                      | Demais partidos                                        | 353 700       | 1.30  |
| Fonte: Comissão Nacional Eleitoral Independente (INEC) | Fonte: Comissão Nacional Eleitoral Independente (INEC) | 35 288 984    | 100.0 |